# Mars Hill (Maine)
Pour les articles homonymes, voir Mars Hill et Mars.
Mars Hill est une ville située dans l’État américain du Maine, dans le comté d’Aroostook. 

## Géographie
| Westfield (Maine) |                | Haut-Kent                       |
|                   | Mars Hill      | Knoxford                        |
|                   | Blaine (Maine) | Centreville (Nouveau-Brunswick) |